# Fashionably Late (álbum de Honor Society)
Fashionably Late é o álbum de estreia de Honor Society lançado sob Jonas Records com a Hollywood Records, em 15 de setembro de 2009. 

## Faixas
1. "Over You"
2. "Full Moon Crazy"
3. "My Own Way"
4. "Two Rebels"
5. "Why Didn't I"
6. "Goodnight My Love"
7. "Here Comes Trouble"
8. "See U in the Dark"
9. "Nobody Has to Know"
10. "Sing for You"
11. "Rock with You"
12. "Don't close the Book"
13. "Where Are You Now" (Bônus Soundtrack)

## Singles
- "Where Are You Now" foi o primeiro single do Fashionably Late, aparecendo originalmente na trilha sonora para o filme Bandslam.
- "Over You" é o primeiro single oficial deste álbum, lançado pela primeira vez no rádio.

## Desempenho nas Paradas
O álbum estreou no Billboard Top 200, no número 18.